# Anomalie chromosomique

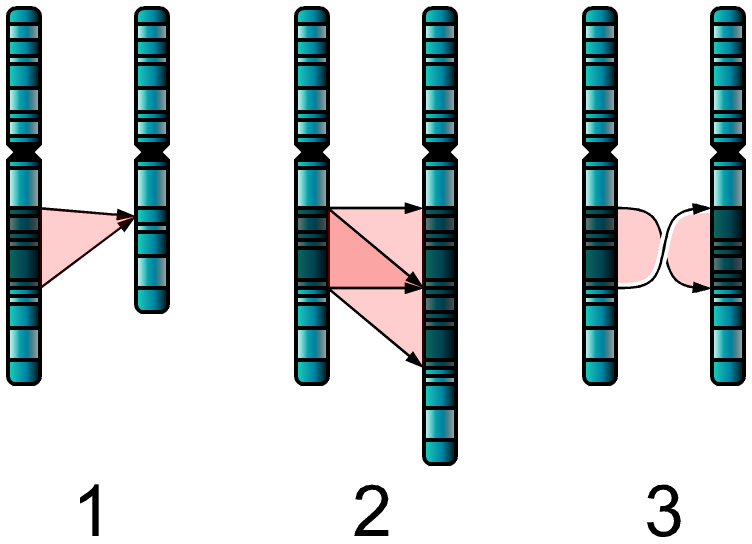
Les trois principales mutations d'un seul chromosome : la délétion, la duplication et l'inversion.

Une anomalie chromosomique est une altération d'un chromosome, sur lequel un gène est absent ou au contraire surnuméraire (anomalie de structure), ou une altération du caryotype, avec un chromosome entier absent ou présent plusieurs fois (anomalie de nombre).
Les aberrations chromosomiques regroupent toutes les anomalies de nombre ou de structure d’un (ou plusieurs) chromosome(s) dans un génome. Elles sont souvent congénitales, et issues d’une mauvaise répartition chromosomique.
Un cas particulier est celui des effets de facteurs mutagènes, sur les bactéries et virus dont la génomique ne peut être comparée à celles des organismes dits « supérieurs » ou du type des plantes, champignons et animaux.

## Classification
Il existe différents types d'anomalies chromosomiques .
On distingue souvent les mutations affectant les cellules reproductrices (dites germinales, telles que les spermatozoïde ou les ovules) de celles affectant les cellules non reproductrices (dites somatiques, telles que les cellules de la peau) en raison du risque de transmission de l’anomalie à la descendance lorsque la mutation touche les cellules germinales.
De plus, on distingue aussi les mutations touchant les autosomes (chromosomes non impliqués dans la détermination du sexe) des mutations touchant les gonosomes (chromosomes impliqués dans la détermination du sexe, soit les chromosome X et Y).
Les anomalies sont dites :
- de nombre, quand au moins un chromosome complet est absent ou en trop ;
- de structure, quand un fragment chromosomique est absent et/ou en trop.

Un caryotype normal comporte chez l'être humain 46 chromosomes répartis en 23 paires :
- 22 paires, numérotées de 1 à 22, appelées aussi les autosomes ;
- 1 paire de chromosomes sexuels, appelés aussi les gonosomes.

Ce caryotype s'écrit :
- 46,XX pour les sujets féminins ;
- 46,XY pour les sujets masculins.

Ces anomalies peuvent être homogènes (affectant toutes les cellules de l'organisme) ou en mosaïque (coexistence de cellules saines et pathologiques chez le même individu).

### Euploïdie

#### Euploïdie aberrante
C'est une anomalie dans le nombre de jeux complets de chromosomes.
Dans une espèce diploïde comme chez les animaux :
- polyploïdie : plus de deux jeux de chromosomes ;
- monoploïdie : un seul jeu de chromosome.

Ces mutations ne sont généralement pas viables chez l'homme.

#### Disomie uniparentale
La disomie uniparentale est la présence chez une personne de deux chromosomes d'une même paire provenant d'un seul de ses parents. Cette anomalie n'a généralement pas de conséquence mais elle peut entraîner l'expression d'une anomalie récessive ou d'un gène soumis à empreinte.

### Aneuploïdie
L'aneuploïdie est l’absence ou l'excès d'un chromosome particulier.

#### Chromosome complet manquant
- Absence d'un chromosome sur une des paires monosomie.

La monosomie 45,X ou syndrome de Turner est la plus connue et touche 1 femme sur 2 500.
Les autres monosomies sont en général incompatibles avec la vie sauf si l'anomalie se présente en mosaïque (coexistence de deux ou plusieurs populations de cellules avec des génotypes différents, normaux ou anormaux, dans un même individu ou un organisme).

#### Chromosomes complets supplémentaires

##### Trisomies
Présence d'un chromosome supplémentaire pour une des paires chromosomiques données. Elle peut toucher un chromosome  autosome ; les formes humaines les plus fréquentes sont la trisomie 21, la trisomie 18 et la trisomie 13.
On peut également rencontrer des formules à trois chromosomes sexuels : 47,XXY, 47,XYY ou 47,XXX.

##### Tétrasomies et pentasomies
- S'il y a 2 chromosomes complets supplémentaires, on parle de tétrasomie, avec des formules que l'on rencontre de temps à autre à propos des chromosomes sexuels (48, XXXX).
- S'il y a 3 chromosomes complets supplémentaires, il s'agit d'une pentasomie, avec des formules que l'on rencontre parfois concernant aussi les chromosomes sexuels (49, XXXXX).
- D'autres formules à 4 ou 5 chromosomes sexuels existent : 48,XXXY, 48,XXYY et 49, XXXXY par exemple.

### Anomalie de structure
Les anomalies chromosomiques de structure (voir) sont les :
- translocations réciproques ;
- translocations robertsoniennes ;
- délétions ;
- inversions péri- et para- centriques ;
- anneaux : chromosome qui a perdu du matériel génétique aux extrémités de ses deux bras qui finissent par se recoller ensemble. Le chromosome 20 en anneau est le plus fréquent des  autosomes [3] ;
- dicentriques (avec, bien sûr, production d'acentrique) ;
- isochromosomes ;
- duplications in situ ;
- chromosomes « marqueurs » ;
- fragments minus  (ou Chromosome minuscule double) (DM : « double minute » en anglais) et les régions de coloration homogène (HSR : pour « homogeneously staining region » en anglais).

#### Absence d'un fragment de chromosome
- Perte d'un fragment de chromosome sur une des paires : cela s'appelle une délétion ou une monosomie partielle car elle ne touche pas le chromosome dans sa totalité.

Il existe différents types de délétions et plusieurs anomalies chromosomiques peuvent aboutir à une perte de matériel génétique (translocation, inversion, insertion, anneau, etc.) sur un ou plusieurs chromosomes.
- Délétion perte d'une partie du chromosome. Cette perte peut affecter une partie plus ou moins importante d'un chromosome.

#### Présence d'un fragment de chromosome supplémentaire
- Présence d'un fragment de chromosome en plus sur une des paires : cela s'appelle une duplication ou une trisomie partielle car elle ne touche pas le chromosome dans sa totalité.

Plusieurs anomalies chromosomiques peuvent aboutir à un gain de matériel génétique (translocation, inversion, insertion, anneau, isochromosome, isodicentrique, etc.) sur un ou plusieurs chromosomes.
- Duplication présence d'un fragment chromosomique surnuméraire. Ce gain de matériel génétique peut affecter une partie plus ou moins importante d'un chromosome.

#### Translocation
- La translocation est le transfert d'un segment de chromosome à un autre chromosome.

Une translocation est dite réciproque si les échanges sont réciproque et concernent deux chromosomes non homologues, par exemple entre un chromosome 7 et un chromosome 8.
Si la translocation n'est pas réciproque, cela s'appelle aussi une insertion.
Quand la translocation concerne la fusion de deux chromosomes acrocentriques (13,14,15, 21 et 22) elle est dite robertsonienne.
La translocation est dite équilibrée s’il n’y a pas de perte ou de gain de matériel génétique.
Elle est dite déséquilibrée, s’il y a perte et/ou de gain de matériel génétique.

## Détection
Les anomalies les plus importantes sont visibles au microscope à l’examen du caryotype.
Les plus petites peuvent être détectées par  analyse chromosomique par puce à ADN, par hybridation in situ en fluorescence…
On parle de maladie génétique quand l'anomalie est suffisamment localisée pour ne toucher qu'un gêne donné sans affecter la structure du chromosome. On a différencié les deux types de maladies car les anomalies génétiques n'étaient pas détectables par les méthodes classiques d'analyse chromosomique. Avec l'évolution des techniques de dépistage, la nuance entre anomalie chromosomique et anomalie génétique tend à disparaitre.

## Le moment de l'apparition d'une aberration
Il a une importance en termes de conséquences ; 

L’anomalie (si elle n’est pas « acquise » (ex. : chromosome Philadelphie dans la leucémie myéloïde chronique), peut apparaitre :
- lors de la formation de l'ovule ;
- lors de la formation du spermatozoïde (spermatogenèse) ;
- lors des premières divisions d’un ovule fécondé ;
- lors d’un arrangement chromosomique anormal de l'un des deux parents ;
- plus tardivement par recombinaison anormale ou à la suite de l’exposition d’une cellule à un agent mutagène.

## Anomalies chromosomiques constitutionnelles
Les principales anomalies constitutionnelles, sont :
- la trisomie 21 ;
- la délétion 4p ;
- la délétion 5p ;
- la trisomie 8 ;
- la trisomie 9p ;
- la trisomie 13 ;
- la délétion 18p ;
- la délétion 18q ;
- la trisomie 18 ;
- le syndrome de Turner ;
- le syndrome de Klinefelter ;
- l'X q Fra ;
- la trisomie X, ainsi que :
- les quadrisomie X ou tétrasomie X ou 48, XXXX ;
- et pentasomie X ou 49, XXXXX ;
- le syndrome XYY ;
- triploïdie et tétraploïdie ;
- les syndromes microdélétionels[8] : syndrome vélocardiofacial, le syndrome de Prader-Willi et le  syndrome d’Angelman, le syndrome de Williams-Beuren, le syndrome de Smith-Magenis, la microdélétion 8p interstitielle, et bien d'autres et tout ce qui reste encore inconnu malgré les techniques modernes / récentes d'analyse.

## Anomalies chromosomiques acquises
La plupart des cancers, si ce n'est tous, comportent des anomalies chromosomiques acquises (c.-à-d. non constitutionnelles de l'individu), avec, ou bien formation d'un gène hybride et d'une protéine de fusion (comme dans la t(9;22)(q34;q11) BCR/ABL, ou bien hyper-expression d'un gène/protéine soumis à des séquences stimulatrices (modèle Ig/c-myc), ou enfin perte de gène suppresseur ce cancer (type RB1) (voir les bases de données expertes suivantes : « Mitelman Database » ainsi que l'Atlas of Genetics and Cytogenetics in Oncology and Haematology).

## Origine dans l'histoire de l'individu
Si l'anomalie n'est pas acquise (c'est-à-dire héritée de la parenté), son origine temporelle se situe soit au moment de la méiose pendant la gamétogénèse, soit lors des premières divisions mitotiques du zygote, après la fécondation.

## Causes
Les aberrations chromosomiques peuvent résulter du hasard (erreurs de recombinaison chromosomique) ou d’une exposition des chromosomes à l’effet mutagène d’un  produit chimique dit « clastogène » ou « énotoxique ». Il peut dans ce cas s’agir d’une seule molécule ou d’un cocktail de molécules ; ces molécules peuvent être issues de la chimie de synthèse et/ou être des « agents naturels » naturellement génotoxiques ; certains rayonnements pénétrants et dits ionisants peuvent aussi induire une cassure chromosomique ou fonctionnelle du génome.
Des produits génotoxiques peuvent notamment être à l'origine de déficience transmise aux descendants et/ou de cancers.